# Campbell (Wisconsin)
Pour les articles homonymes, voir Campbell.
Campbell est une ville américaine  située au milieu du fleuve Mississippi, dans l’État du Wisconsin et le comté de La Crosse. Elle fait partie de la zone statistique métropolitaine de La Crosse. Sa population s'élevait à 4 358 habitants au recensement de 2010.
Toute la population de la ville réside dans la partie orientale de l'île de French Island. Cette partie est une CDP référencée par l'Office du recensement des Etats-Unis. Une partie de l'île fait partie de la ville de La Crosse.

## Origines du nom
La ville a été créée en 1851 et a reçu son nom en l'honneur d'Erasmus D. Campbell, ancien lieutenant-gouverneur du Wisconsin . Aujourd'hui, la ville de Campbell est réduite à une portion de l'île de French Island située entre le Mississippi, la Black River et le lac Onalaska.

### French Island
C'est en mai 1851 qu'un colon nommé Joseph French est arrivé sur les lieux. La famille de French était originaire du Leicestershire, en Angleterre. Plus tard, des agriculteurs canadiens-français venant du  Québec se sont installés sur la partie insulaire de Campbell. La ville était alors beaucoup plus grande située entre les colonies d'Onalaska et de La Crosse ,,.

## Géographie
Le Bureau du recensement des États-Unis indique que la superficie de la ville s'élève à 32,55 km2.

## Démographie
Lors du recensement  de 2000 on comptait 4 410 personnes, 1 754 ménages et 1 266 familles résidant dans la ville. La densité de population était de 443,4 par km 2. La composition raciale de la ville était de 96,49 % de blancs, de 0,52 % d'afro-américains, de 0,52 % d'amérindiens, de 1,09 % d'asiatiques, de 0,02 % d'insulaires du Pacifique, de 0,27 % d'autres races et de 1,09 % d'au moins deux races. Les hispaniques ou latinos de toute race représentaient 0,68% de la population.
Le barrage hydroélectrique de French Island est située sur le territoire de la ville.

## Transport
L' aéroport régional de La Crosse occupe la partie nord de French Island.

## Personnalités liées à la ville
- Dan Kapanke, homme d'affaires et homme politique
- Ron Kind, avocat et homme politique